# Flyinge kungsgård
Flyinge kungsgård är en småort och en herrgård med hingstdepå och stuterianläggning och hippologisk utbildning i Södra Sandby socken i Lunds kommun. Den ligger omkring 1 kilometer söder om tätorten Flyinge, Eslövs kommun, och norr om småorten Flyingeby. År 1990 avgränsade SCB en småort vid kungsgården. Den benämndes Flyinge kungsgård och hade småortskod S3357. Småorten hade 51 invånare och utgjorde 3 hektar. Från nästa avgränsning, 1995, räknas området inte längre som småort. 2015 avgränsades här åter en småort, denna gång med 77 invånare över 45 hektar.

## Historik
Gården, vars namn förr skrevs Flykinge, Flyginge, Fligende och Fliinge, tillhörde under medeltiden ärkebiskoparna i Lund. Vid reformationen drogs den in till danska kronan, men blev senare enskild egendom. Den siste danske ägaren av godset var Axel Sehested. Han sålde det till danska kronan, som lämnade det till den svenska som ett bornholmskt vederlagsgods. Under Karl XI:s tid slogs Flyinge och Dalby kungsgårdar samman. År 1661 blev Flyinge ett statligt stuteri på initiativ av Karl X Gustav. Statens Hingstdepå och Stuteri på Flyinge överläts 1983 till Flyingestiftelsen, som bildats av avelns och hästsportens största organisationer. Flyinge är numera ett hästsportcentrum för avel, evenemang, forskning och utbildning.
På taket till byggnaderna häckar sedan århundraden de berömda storkarna.

## Sveriges avels- och hästsportcentrum
Flyingehingstar lade under 1800-talet grunden för det svenska varmblodet som ras och målet var då att få allsidigt användbar arméhäst. Rasens kvalitet och prestationsförmåga har väckt internationell uppmärksamhet[källa behövs]. Den fortsatta flyingeaveln strävar efter att få fram en internationell sporthäst som skall vara ädel, elegant, hållbar, fertil och ha utstrålning. Stuteriet använder väl beprövade stostammar tillförda högklassigt internationellt blod. Forskning inom hästaveln bedrivs därjämte.
På Riksanläggningen Flyinge har det bedrivits avelsarbete i mer än 350 år. Under åren har det varit olika aktörer som har haft verksamhet på stationen.  
Fram till 2010 har det varit i Flyinges egen regi. PS Flyinge & Partners tog över åren 2011–2021, bestod av bland andra Paul Schockemöhle, Antonia Ax:son Johnson och Ib Kirk. Från och med april 2022 driver Lövsta Stuteri stostationen i nära samarbete med Flyinge AB. Ambitionen med samarbetet är att främja avelsarbetet och ridsporten i Södra Sverige.
På Flyinge finns utbildningar för hästnäringens arbetsmarknadsbehov. Sveriges lantbruksuniversitet ger tillsammans med Flyinge Hippologprogrammet, en treårig högskoleutbildning på Flyinge som leder till högskoleexamen som stallchef och ridlärare eller ett yrke inom trav- eller galoppsporten. Här finns även ett specialutformat gymnasieprogram med naturvetenskaplig-hippologisk inriktning, en kvalificerad yrkesutbildning till unghästutbildare, beridare, hovslagarskola samt en ridakademi, Ehrengranatakademin.
Flyinge grundades som nationalstuteri 1661 men här har bedrivits hästavel sedan 1100-talet. Det är fritt att gå runt och titta i Flyinges stallar och byggnader, som är öppna 9-16 varje dag. Flyinges Stora Ridhus tar cirka 2500 sittande gäster och stod klart 1983. Här avgörs flera hästevenemang varje år.

## Lista över stuterichefer/arrendeinnehavare 1661–1813
Detta är en (möjligen icke-komplett) lista över chefer på det statliga stuteriet Flyinge 1661–1813.Kungsgårdarna Dalby och Flyinge ställdes till kronprins Adolf Fredriks disposition 1747. I en del fall var även hovstallmästaren samtidigt stuterichef.
1. 1661–1675 Mathias Otto (adlad Sjöberg 1768), stallmästare hos Carl X Gustav.
2. 1680–1685 Caspar Hindrich Gerdes, major.
3. 1686–1702, 1707–1715 Eilert Geerdes, stallmästare och son till Caspar Hindrich Gerdes. Eilert Gerdes adlades Ehrenreuter, men blev aldrig introducerad på riddarhuset.[8]
4. 1703–1706 Gustaf Hammarberg, överjägmästare.
5. 1715–1720 Leverentz, stallmästare.
6. 1720 Christian Sigismund Wiebel, även hovstallmästare hos kung Fredrik I.
7. 1721–1724 Johan Lagerbjelke den äldre, kammar- och amiralitetsråd.
8. 1731–1747 Generalmajorerna greve Charles Emil Lewenhaupt den äldre och friherre J. Ch. Düring, innehade arrende, med ryttmästare Kortz anställd på Flyinge 1737–1740 som disponent för kungsgårdarna och med ansvar för stuteriets drift.
9. 1747–1781 Hans Henrik von Liewen den yngre, greve, överste, generalen och riksmarskalk.
10. 1747–1764 Anders Björck, stallmästare och disponent vid Flyinge.
11. 1765–1780 Johan G. Goldnitz, hovstallmästare.
12. 1782–1800 Erik Ludvig Toll (1737–1800), överste och direktör för Kongl. Maj:ts stuteri på Flyinge och Dalby kungsgårdar.
13. 1800–1805 Johan Christopher Toll (1743–1817), greve, excellens, och generalguvernör, övertog sin avlidne brors befattning (tillsynen utövades under samma period av majoren friherren W. Bennet å Rosendal, biträdd av professor Arvid Henrik Florman i Lund).
14. 1805–1813 David Gustaf Frölich, greve och hovstallmästare.

## Bildgalleri

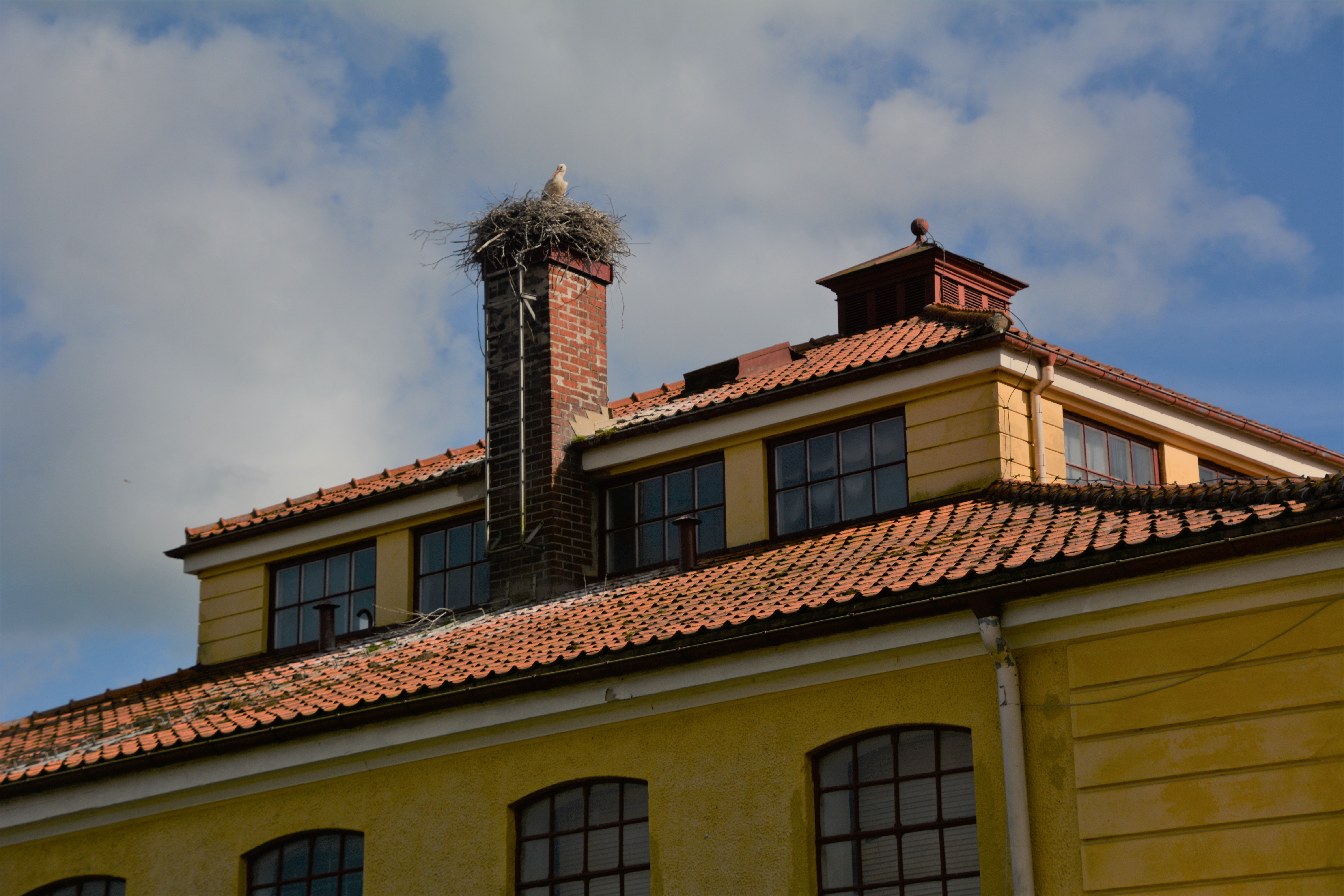
Storkbo på Sjukstallet på Flyinge Kungsgård